# Can Pèlags
Can Pelàgs o Can Pèlachs és un edifici històric de Castellar del Vallès (Vallès Occidental) de titularitat privada al número 108 de la carretera de Sentmenat d'aquesta localitat. En l'actualitat l'edifici es troba dins de l'inventari del patrimoni històric, arquitectònic i ambiental de Castellar del Vallès i és considerat un bé cultural d'interès local. La masia de Can Pèlags està ubicada en una terra fluvial, coberta de vegetació autòctona de pins i alzina a la dreta del riu Ripoll. La masia forma part d'un conjunt més gran de diferents edificis. Can Pèlags és una de les masies més conegudes de Castellar, especialment per la seva relació amb la baronia de Castellar durant bona part de l'època medieval i moderna. Es conserva força documentació de la casa.
Can Pèlags és una masia fortificada que forma un conjunt volumètric, amb diversos cossos adossats de diferents amplades i alçades. En el seu frontis concorren diversos tipus d'elements arquitectònics, marcant un conjunt totalment asimètric. Pel que fa al nucli principal, s'observa una porta inscrita dins d'una arcada amb un petit voladís de teules que la recobreix. A sobre i just per sota de la teulada hi ha un gran finestral. La resta d'obertures no assenyalen l'establiment de les clàssiques crugies que consten d'elements gòtics i ampit. Els cossos adossats en el mur lateral esquerre són reservats a feines i utillatges. Les teulades tenen una prominent i pronunciada inclinació, tenint en compte el costum de la zona, només el cos central presenta la caiguda a dues aigües. La resta de cossos presenten una teulada a un sol aiguavés i amb inclinació a diferents direccions.
El primer edifici correspon a un casal fortificat de pedra de 15x13 metres i bastit amb carreus des de les fonamentacions fins a la meitat del primer, al voltant d'uns 4 metres. L'angle sud-est presenta un reforç cantoner de pedra i morter, coetani a la resta de l'edifici. La distribució interna d'aquest primer vestigi presenta serioses complicacions a l'hora de ser establerta, ja que les reformes posteriors que ha patit l'edifici han suposat la supressió d'alguns elements. En tot cas, podem observar una gran nau, situada al cantó nord i oest amb la mateixa tècnica de construcció que la resta de l'edifici. La paret sud fou eliminada al segle xvi si bé encara se'n conserven la cantonera i les empremtes de l'arrencada. L'element més rellevant, segons els experts, és la torre adossada a la banda interna de la façana nord, elaborada de pedra i morter, de la qual només se'n conserven les parets nord i sud en tot el seu alçat, ja que l'oest i est també foren eliminades al segle xvi. La torre, de tipus quadrangular, constava originalment de planta baixa i dos pisos. A la planta baixa hi havia una espitllera exterior d'una esqueixada. Al 1r pis de la torre, encara s'hi poden trobar dues espitlleres i una porta d'accés, conjuntament amb un reclau i un arc de mig punt exterior. Al 2n pis, en l'actualitat les golfes, només es conserven les parets nord i sud, sense cap obertura visible.
El cos quadrangular del casal conserva deu espitlleres de brancals i llindes de pedra de la mateixa esqueixada, obertes als murs perimetrals nord i sud. També, es conserven fins a sis finestres obertes al primer pis de marc rectangular i d'escassa llum, elaborades amb quatre carreus de tosca ben tallats.